# Rosenhielm
Rosenhielm är en svensk adels ätt.

## Historik
Ämbetsmannen Erik Bröms adlades 28 juli 1645 till Erik Rosenhielm. Rosenhielm introducerades på Sveriges Riddarhus 1647 som nummer 326. Den siste manlige med namnet Rosenhielm var assessorn Per Rosenhielm, som var son till Erik Rosenhielm.

## Sköld
Skölden innehåller en ros.

## Kända medlemmar
- Erik Rosenhielm (1603–1688), ämbetsman.[1]